# 北極星 (ハワード・フィリップス・ラヴクラフトの小説)
『北極星』（ポラリス、Poraris）は、ハワード・フィリップス・ラヴクラフトの小説。
1918年の晩春ないしは夏に執筆され、同人誌『ザ・フィロソファー』創刊号（1920年12月）に発表された。後に何度か再掲された後、商業誌『ウィアード・テールズ』1937年12月号に掲載された。
文庫で7ページの短編。ナコト写本が初登場した。
夢に基づいて書き上げられた作品である。ラヴクラフトがダンセイニ卿を読む以前から類似した作風の作品を書いていた代表例として挙げられることが多い。
作中に「2万6000年の周期で我がふたたび今の場所に戻る」という言及があるが、これは星座は一定ではなく、年月の間にずれていくことを意味する。大瀧啓裕の解説を引用すると、現在の北極星はこぐま座α（ポラリス）だが、およそ2500年前はこぐま座β（コカブ）であり、1万2000年後にはこと座α（ベガ）になる。同様の解説が新潮版にもある。

## あらすじ
「わたし」は低い丘の墓地と沼沢地の南にある、石煉瓦造りの家に住んでいた。北の窓から空を見ると、北極星が不気味に輝いている。
ある夜、わたしは夢で石造都市を見る。見たこともない場所であったが、空には北極星が輝いている。その光景が記憶に刻み込まれ、目を覚ますとわたしは以前のわたしではなかった。それからというもの、夢に都市を目にするようになる。最初のうち、わたしはただ傍観するのみであったが、しだいに彼らの中に立ち混じり、会話したいと思うようになる。そしてある日、ついに肉体を得て広場に存在していたことを喜ぶ。サルキスの高原に位置する石像都市オラトーエの通りでは、友人のアロスが愛国心あふれる演説を振るっていた。われらの国ロマールは、イヌート族の侵攻を受けており、麓の要塞が陥落したという。アロスは男たちを守備につかせ、虚弱なわたしには監視役を命じる。わたしが物見の塔に上ったとき、北極星が邪悪に語りかけてきて、猛烈な睡魔に襲われる。わたしが顔を上げたとき、そこは夢の中の沼沢地の家であった。
わたしは狂乱し、夢の生物たちにわたしを早く起こしてくれと訴える。だが彼らはわたしが夢を見ているのだと告げるのみ。わたしは任務を怠り、故郷を敵に売り、友を裏切ったことを絶望するが、彼らダイモーンたちはロマールの地などなく妄想であるとわたしを愚弄する。こうしている間にも、黄色い敵が故郷に迫っているというのに。わたしのむなしい奮闘を、邪悪な北極星が空からあざ笑っている。

## 主な登場人物
- わたし（20世紀） - 沼沢地の家に住む。
- わたし（ロマール） - ナコト写本やゾブナの父祖たちの知恵を研究する。
- アロス - 高原の全部隊の指揮官。わたしの友人。
- ロマールの民 - 長身で灰色の目をした民族。
- イヌート族 - ずんぐりした醜悪きわまりない黄色の悪鬼。現在ロマールに侵攻中。古代のエスキモー（イヌイット族）とおぼわしい。
- グノフケー族 - 腕の長い毛むくじゃらの人食い。かつてロマールに攻め込んだが追い払われた。

## 収録
- 創元推理文庫『ラヴクラフト全集7』大瀧啓裕訳「北極星」
- 国書刊行会『定本ラヴクラフト全集1』小林勇次訳「北極星」
- 星海社FICTIONS『未知なるカダスを夢に求めて 新訳クトゥルー神話コレクション4』森瀬繚訳「北極星（ポラリス）」
- 新潮文庫『アウトサイダー クトゥルー神話傑作選』南條竹則訳 「ポラリス」

## 関連作品
- 未知なるカダスを夢に求めて - ロマールの顛末への言及がある。曰く、グノフケーによって滅ぼされ、ナコト写本の最後の1冊がドリームランドに持ち込まれたという。